# ميت شخولدر
ميت شخولدر (بالدنماركية: Mette Schjoldager)‏ هي لاعبة كرة الريشة دنماركية، ولدت في 21 أبريل 1977 في Viby J ‏ في الدنمارك.

## وصلات خارجية
- ميت شخولدر على موقع BWF.tournamentsoftware.com (الإنجليزية)
- ميت شخولدر على موقع BWFbadminton.com (الإنجليزية)
- ميت شخولدر على موقع اللجنة الأولمبية الدولية (الإنجليزية)
- ميت شخولدر على موقع أوليمبيديا (الإنجليزية)